# Graafschap Artesië
Het graafschap Artesië (Frans: le comté d'Artois) was een graafschap in Noord-Frankrijk. Het werd samengesteld uit gebieden die tijdens de overdracht van Artesië (1180–1212) afgestaan waren door het graafschap Vlaanderen. De eerste leenverheffing volgde in 1237, door Robert I van Artesië. Door politieke huwelijken kwam Artesië in 1382 opnieuw in een personele unie met het graafschap Vlaanderen. Samen werden het onderdelen van de Bourgondische en Spaanse Nederlanden. Het graafschap werd volledig ingepalmd door koning Lodewijk XIV in 1659 en in 1679. Het werd omgevormd tot de province d'Artois, het hoofdbestanddeel van het tegenwoordige departement Pas-de-Calais.

## Benaming
In de Romeinse tijd stond de hoofdstad Arras bekend als Nemetacum Atrebatum ("de plaats Nemetacum in het gebied van de Atrebaten") en de streek als civitas Atrebatum ("het woongebied van de Atrebaten"). In beide gevallen ging het laatste bestanddeel uiteindelijk op zichzelf staan. Wel ontstond er een onderscheid tussen Atrebatum voor de stad, en Atrebatensis voor de streek.
Door meerdere eeuwen van taalevolutie veranderde de -b- in een -v- (9e eeuw Atravatum voor de stad) alvorens volledig te verdwijnen. Ook versmolt "tr" tot "rr", en verdween de doffe uitgang -um (1297 Araz voor de stad). Het bestanddeel -tensis in de streeknaam bleef voortbestaan als -tés: Artés in de volkstaal, met een Latijnse variant Artesia. In de volkstaal werd de beklemtoonde é later opgeblazen, zoals typisch in de langues d'oïl: Artois.
In de 7e eeuw lag Arras 30 km ten zuiden van de toenmalige taalgrens. Het Oudnederlands plaatste de klemtoon vooraan: Aátrebatum. Bovendien veranderde de -b- niet tot -v- maar tot -p-: Aátrepat. Zodra -epat verkortte tot -ept, kon de -p- veranderen tot -ch- (zoals in "hij koopte", "hij kocht"). Eeuwenlang bleef "Atrecht" in gebruik als de Nederlandstalige stadsnaam. De Nederlandstalige streeknaam "Artesië" is ontleend aan het Latijnse Artesia.

## Geschiedenis

### Vóór 1382

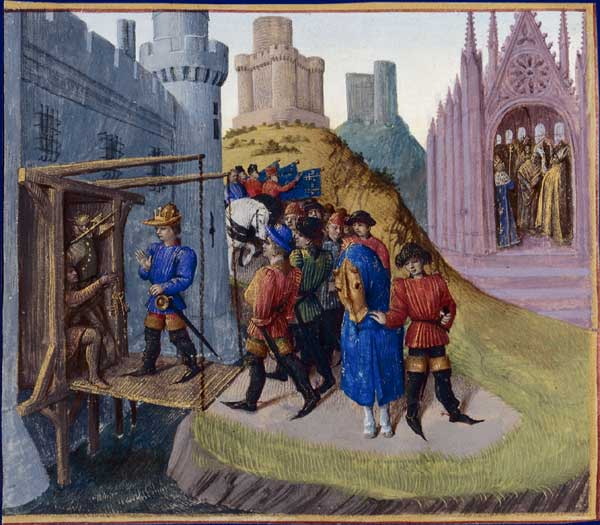
Overgave van Artesië aan Hugo Capet (987)

In de 6e eeuw was Arras het middelpunt van een bisdom, maar tegen het einde van die eeuw werd de bisschopszetel verplaatst naar het noordelijker gelegen Terwaan. Het kleine kerngebied rond Arras en Bapaume werd ervan losgemaakt, en bij het naburige oude bisdom Kamerijk gevoegd. Al snel werd dit kerngebied toevertrouwd aan de abdij van Sint-Vaast, door de bisschop gesticht omstreeks 670. Het was een kerkelijk gebied met de benamingen pagus Atrebatensis ("de gouw rond Arras") en pagus Scarbeius ("de gouw aan de Scarpe"). Bij de Frankische delingen werd de Schelde gekozen tot rijksgrens, waardoor de gouw tot West-Francië ging behoren, het latere koninkrijk Frankrijk.
De abdij werd in 896 gewapenderhand opgeëist door Boudewijn II van Vlaanderen en zijn broer, Rudolf van Kamerijk. De Vlaamse bemoeienissen waren van korte duur, want in 899 verdreef koning Karel de Eenvoudige de Vlamingen weer uit het kerkelijke gebied. In 932 nam Arnulf I van Vlaanderen alsnog Arras in, en liet het stadje versterken. Afgezien van een inname door koning Hugo Capet (987) bleef Arras nu stevig in Vlaamse handen. Het werd een burggraafschap oftewel "kasselrij" van het graafschap Vlaanderen. In 1191 moest graaf Boudewijn V van Vlaanderen en Henegouwen de kasselrij afstaan aan koning Filips Augustus (zie de overdracht van Artesië). Ook Sint-Omaars, Béthune, Lens en Hesdin kwamen toen in Frans bezit.
Voorlopig vormden de Franse aanwinsten een nieuw kroondomein, waarvan Arras als hoofdplaats fungeerde omdat het ver verwijderd lag van het vijandige graafschap Vlaanderen, dat zich pas na de Slag bij Bouvines (1214) opnieuw onderwierp. Het testament van koning Lodewijk VIII van Frankrijk (1226) schonk het kroondomein Arras in apanage aan zijn minderjarige zoon Robert. Robert voldeed de leenverheffing in 1237, en werd daarmee de eerste "graaf van Artesië". Eeuwenlang bleef het graafschap in bezit van Roberts nageslacht (zie lijst van graven van Artesië). In 1295 werd Tournehem-sur-la-Hem losgemaakt van het graafschap Guînes en bij Artesië gevoegd. Het restant van Guînes kwam in 1346–1347 in Engels bezit.

### Bourgondische en Spaanse periode (1382–1678)

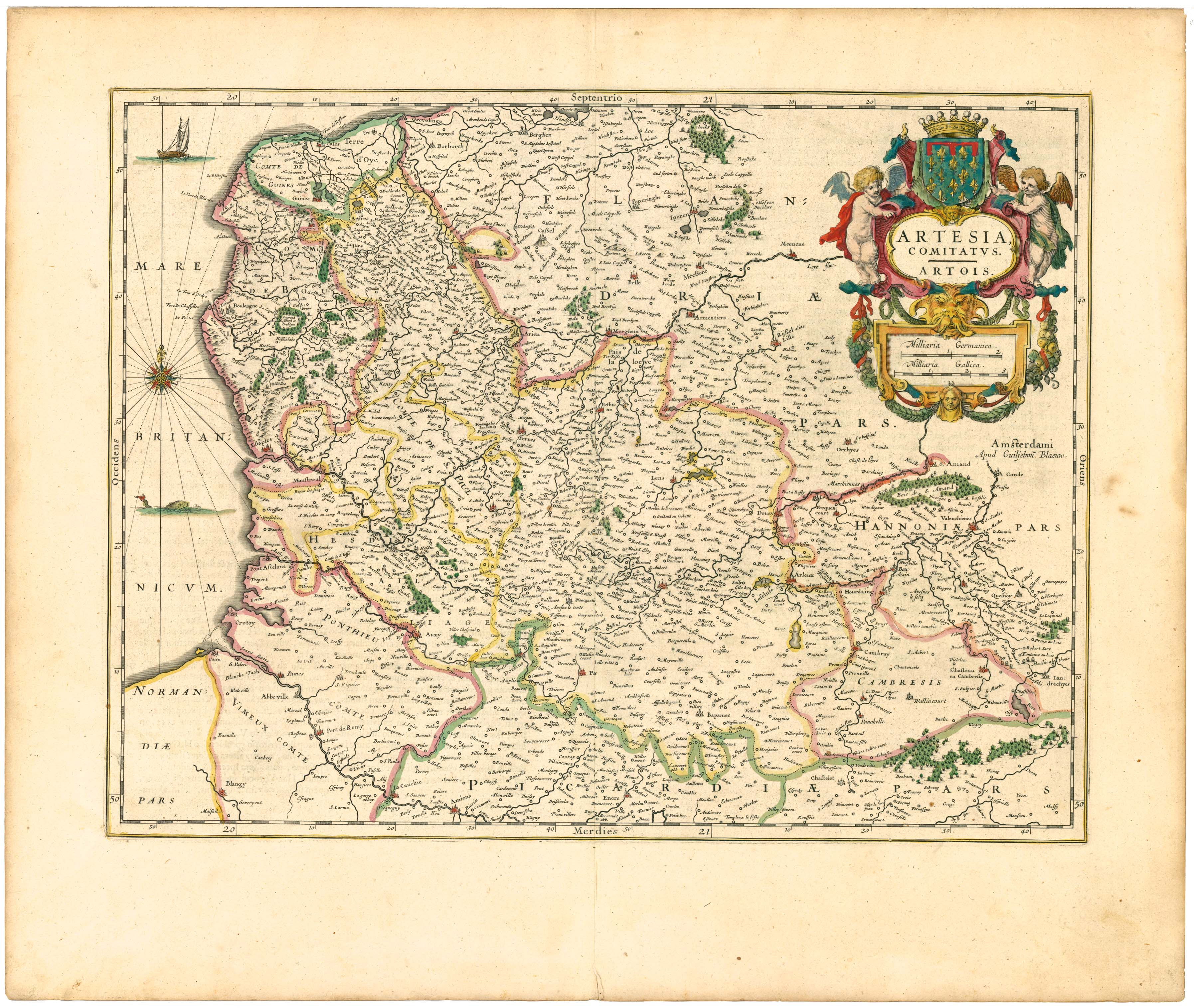
Artesië in zijn omvang vanaf 1295 (Willem Blaeu, postuum uitgegeven)

Lodewijk van Male volgde zijn vader en moeder op aan het hoofd van Vlaanderen (1346) en Artesië (1382). Na 190 jaar van scheiding waren beide gebieden dus herenigd, weliswaar slechts in de vorm van een personele unie. In de daaropvolgende decennia werd de unie verder uitgebreid tot de Bourgondische Nederlanden. De laatste telg van het Huis Valois-Bourgondië, Karel de Stoute, sneuvelde in 1477. Koning Lodewijk XI maakte gebruik van zijn plotse dood om een aantal gebieden onder de voet te lopen (de Bourgondische Successieoorlog). De nieuwe graaf, Maximiliaan van Oostenrijk, versloeg de Fransen maar moest de gebiedsverliezen erkennen (de Vrede van Atrecht, 1482). Later kwam Artesië opnieuw in zijn bezit dankzij de Vrede van Senlis (1493).
Na een korte regeringsperiode van Filips van Castilië kwam in 1506 Karel V aan de macht in de Nederlanden. In 1520 werd hij benoemd tot keizer van het Heilige Roomse Rijk. Karel V vond dat hij, als keizer van het Heilige Roomse Rijk, niet leenroerig mocht zijn aan de koning van Frankrijk. Dat was nu het geval voor onder andere Artesië. De Franse koning moest toegeven in 1526 en in 1529. Na eeuwenlang tot Frankrijk behoord te hebben (sinds het Verdrag van Verdun in 843) ging Artesië over naar het Heilige Roomse Rijk. Het werd ingedeeld bij de Bourgondische Kreits van het Heilige Roomse Rijk.
In 1555 droeg Karel V de Nederlanden over aan zijn zoon, Filips II van Spanje. Spoedig brak de Nederlandse Opstand uit tegen Spaanse initiatieven om het gezag te centraliseren, nieuwe belastingen te heffen en protestantse bewegingen te vervolgen. Alle Nederlanden namen deel aan de Pacificatie van Gent (1576), maar vanwege het geweld tegen katholieken distantieerden Artesië, Henegouwen, Vlaanderen (deels) en Brabant (deels) zich weer van de opstand. In januari 1579 verenigden zij zich in de Unie van Atrecht; vier maanden later aanvaardden zij Filips II opnieuw als hun rechtmatige landsheer (de Vrede van Atrecht). Deze gebieden kwamen hierdoor weer onder Spaans gezag, samen met de gewesten die door Spanje heroverd zouden worden.
In het verdere verloop van de Tachtigjarige Oorlog kregen de Spaanse Nederlanden te maken met een oorlog langs twee fronten: de Republiek der Zeven Verenigde Nederlanden in het noorden, het koninkrijk Frankrijk in het zuiden. In 1640 moest Arras zich overgeven aan een Frans leger, gevolgd door Bapaume in 1641. Al snel vielen ook Béthune (1645) en Lens (1648) in Franse handen. Spanje erkende de gebiedsverliezen in 1659 (de Vrede van de Pyreneeën). Sint-Omaars bleef een vreemde uitloper van Spaans gebied vormen, totdat het geruild werd tegen andere Franse aanwinsten (de Vrede van Nijmegen, 1678). Het werd herenigd met Artesië.

### Franse periode (1678–heden)

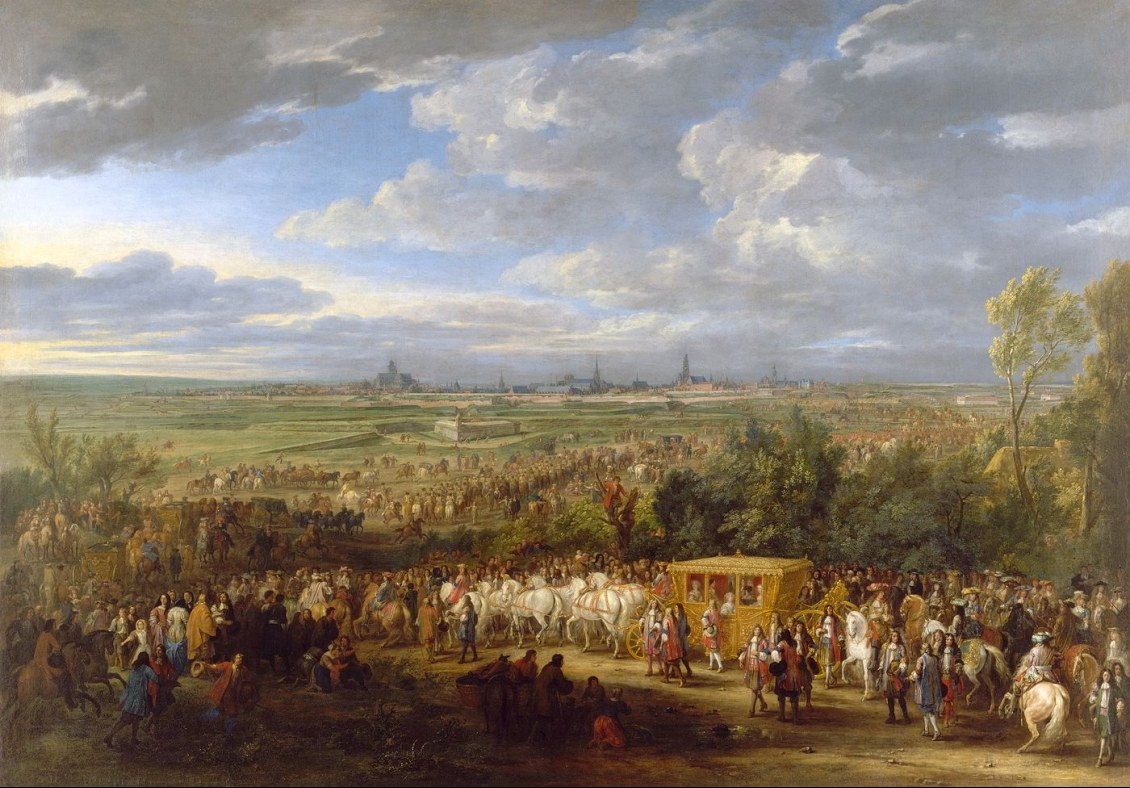
Bezoek van Lodewijk XIV van Frankrijk aan Arras (Adam Frans van der Meulen)

Het veroverde graafschap werd opgenomen in het kroondomein, dat in de tussentijd georganiseerd was in provincies. Daarom kreeg ook Artesië een conseil provincial d'Artois, gevestigd in Arras. Ten tijde van de Franse Revolutie werden de provincies omgevormd tot departementen, waarbij Artesië werd samengevoegd met Boulogne en een deel van Ponthieu, tot het departement Pas-de-Calais.
Gedurende de Eerste Wereldoorlog liep de frontlijn dwars door het voormalige graafschap. Arras, Bapaume en Lens werden zwaar beschadigd door granaatvuur. In Ablain-Saint-Nazaire werd de toenmalige kerk niet in oorspronkelijke staat hersteld, waardoor men de ruïne nog kan bezichtigen. Er liggen ook talrijke militaire begraafplaatsen in de streek.

## Economie
Door zijn uitgestrekte leemgronden was Artesië in de middeleeuwen een belangrijke leverancier van graan, onder meer naar het dichtbevolkte graafschap Vlaanderen. Ook tegenwoordig wordt er veel graan geteeld. In de 12e en 13e eeuw had Artesië een bloeiende lakennijverheid. In de 14e en 15e eeuw werden er ook tapijten geweven.

## Taalkundige situatie

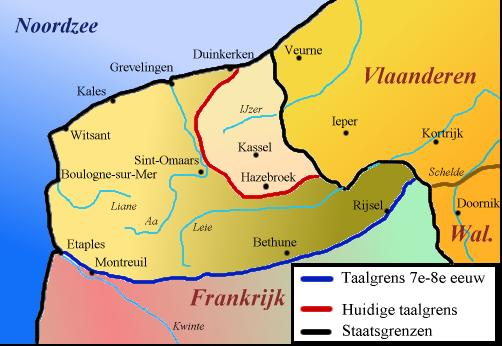
De taalgrens omstreeks 800 (blauw) en 1970 (rood)

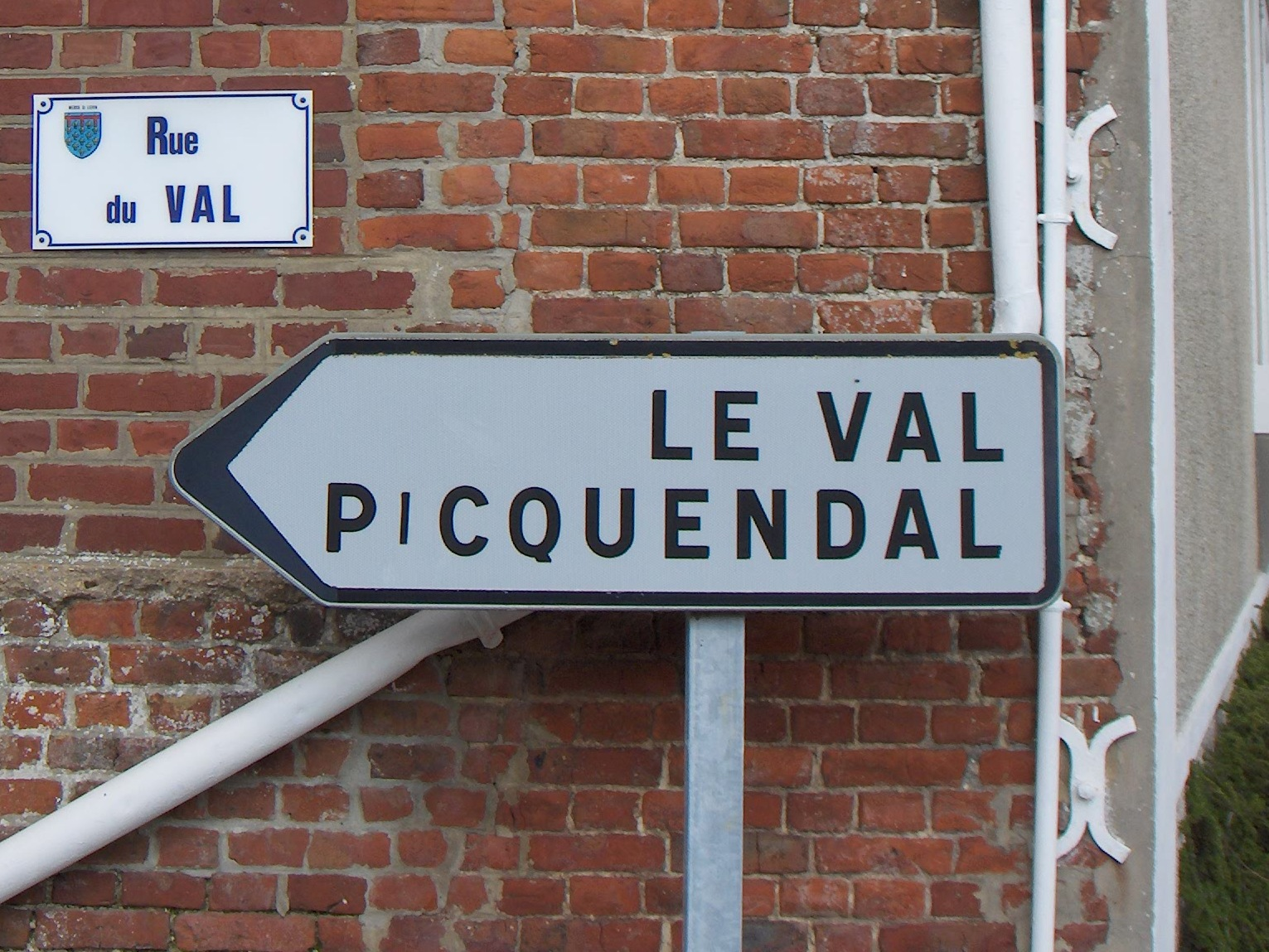
Het gehucht Piekendale, verfranst tot "Picquendal"

Van ±450 tot ±1000 vestigden zich in de streek, die sinds de romanisatie overwegend Latijn sprak, veel gemeenschappen van Franken. Zij brachten het Oudnederlands met zich mee. Plaatsnamen zoals Fauquembergues (Valkenberg), Wizernes (Wezeren), Quiestède (Kierstede) en Isbergues (Ysberge) herinneren nog aan de aanwezigheid van het Oudnederlands. Daarnaast hebben veel plaatsnamen twee typische achtervoegsels: het oudere "-ingaheim" en het jongere "-heem". Zij zijn veelvuldig aanwezig ten noorden van een lijn, gevormd door de plaatsen Widehem, Maninghem, Westrehem, Lozinghem en Oblinghem.
Door de invloed van het Frans aan de koninklijke hoven te Soissons en later Parijs, veerden de Romaanse talen snel terug. Nederzettingen uit de 12e eeuw en later hebben reeds een benaming van Romaanse oorsprong. Rond Sint-Omaars, Ardres en Calais gold het Nederlands wel nog als algemene volkstaal. Hier ontstonden woonkernen zoals Audruicq (Ouderwijk), Polincove (Pollinghove), Ostove (Oosthove), Monnecove (Monnikhove), Offekerque (Hofkerke), Zutkerque (Zuidkerke) en Nortkerque (Noordkerke). In de 19e eeuw was Artesië volledig verfranst, waarna het aangrenzende Frans-Vlaanderen verfranste in de 20e eeuw.
In het voormalige Artesië en Boulogne liggen ook plaatsnamen die eindigen op -incthun en -thun. Voorbeelden zijn Landrethun, Baincthun en Audincthun. Deze uitgangen zijn afkomstig van de Angelsaksen, die zich in de 6e eeuw vestigden op de Vlaamse en Noord-Franse kust. In Engeland komt de uitgang veel voor, onder meer in Southampton en Brighton.
FG FD) Geheel of deels verloren aan Frankrijk 1659–1713; RG RD) Geheel of deels verloren aan de Republiek 1581–1715; V) Door vererving bij een andere kreits